# Torneo Apertura 2019 (Bolivia)
El Torneo Apertura 2019 fue el que inició la temporada de la División de Fútbol Profesional. El campeón del torneo clasificó a la Copa Libertadores 2020 como Bolivia 1.

## Sistema de juego
Se disputará por el sistema de todos contra todos, a una rueda. El equipo que obtenga más puntos será campeón.

## Televisión
| Canal       | Partidos                               | Elección |
| ----------- | -------------------------------------- | -------- |
| Tigo Sports | 7 por jornada (Todas)                  | 1        |
| Cotas Ltda  | 4 por jornada                          | 2        |
| Bolivia TV  | 2 por jornada                          | 3        |
| Bolívar TV  | todos los partidos de local de Bolívar | 4        |

## Árbitros
Esta es la lista de todos los árbitros disponibles que podrán dirigir partidos este torneo. Los árbitros que aparecen en la lista, pueden dirigir en las otras dos categorías profesionales, si la FBF así lo estime conveniente.
| Árbitros                | Edad    | Categoría                |
| ----------------------- | ------- | ------------------------ |
| Jordy Alemán            | -       | [ aclaración requerida ] |
| Joaquín Antequera       | -       | Bandera de Bolivia       |
| Nelson Barros           | -       | Bandera de Bolivia       |
| Álvaro Campos           | -       | Bandera de Bolivia       |
| Juan Castro             | -       | Bandera de Bolivia       |
| Gado Flores             | -       | Bandera de Bolivia       |
| Carlos García           | -       | Bandera de Bolivia       |
| Juan Nelio García       | 43 años | FIFA                     |
| Julio Gutiérrez         | -       | Bandera de Bolivia       |
| Víctor Hugo Hurtado (†) | 32 años | Bandera de Bolivia       |
| José Jordán             | 47 años |                          |
| Jorge Justiniano        | -       | Bandera de Bolivia       |
| Alejandro Mancilla      | -       | Bandera de Bolivia       |
| Ivo Méndez              | 34 años |                          |
| Raúl Orosco             | 46 años |                          |
| Hostin Prado            | -       | Bandera de Bolivia       |
| Orlando Quintana        | -       | Bandera de Bolivia       |
| Rafael Subirana         | -       | Bandera de Bolivia       |
| Gery Vargas             | 44 años |                          |
| Luis Yrusta             | 46 años |                          |

## Clubes participantes

### Distribución geográfica de los clubes
| Departamento | Cantidad | Club              |
| ------------ | -------- | ----------------- |
| Santa Cruz   | 6        | Blooming          |
| Santa Cruz   | 6        | Destroyer's       |
| Santa Cruz   | 6        | Guabirá           |
| Santa Cruz   | 6        | Oriente Petrolero |
| Santa Cruz   | 6        | Royal Pari        |
| Santa Cruz   | 6        | Sport Boys        |
| La Paz       | 3        | Bolívar           |
| La Paz       | 3        | The Strongest     |
| La Paz       | 3        | Always Ready      |
| Cochabamba   | 2        | Aurora            |
| Cochabamba   | 2        | Wilstermann       |
| Potosí       | 2        | Nacional Potosí   |
| Potosí       | 2        | Real Potosí       |
| Oruro        | 1        | San José          |

### Información de los clubes
| Club                               | Entrenador | Ciudad                          | Estadio                               | Capacidad     | Marca                | Patrocinador                                                     |
| ---------------------------------- | --- | ------------------------------- | ------------------------------------- | ------------- | -------------------- | ---------------------------------------------------------------- |
| Always Ready                       | Julio Baldivieso | El Alto                         | Municipal de El Alto                  | 25 000        | CAR Store            | UTB                                                              |
| Aurora                             | Marcos Ferrufino | Cochabamba                      | Félix Capriles                        | 32 000        | Boutique Celeste     | Tigo                                                             |
| Blooming                           | Erwin Sánchez | Santa Cruz de la Sierra         | Ramón Aguilera Costas                 | 38 500        | Blooming Oficial     | Las Lomas Cerveza Paceña Tigo Sports                             |
| Bolívar                            | César Vigevani | Nuestra Señora de La Paz        | Hernando Siles Simón Bolívar          | 42 000 5 000  | Joma                 | Samsung                                                          |
| Guabirá                            | Eduardo Espinel | Montero                         | Gilberto Parada                       | 18 000        | Olive Sport          | Azúcar Guabirá Tigo Celina                                       |
| Destroyer's                        | Evandro Guimarães | Santa Cruz de la Sierra         | Ramón Aguilera Costas                 | 38 500        | Hidra Ropa Deportiva | Banco Ganadero Tigo                                              |
| Jorge Wilstermann                  | Norberto Kekez | Cochabamba                      | Félix Capriles                        | 32 000        | 4KM                  | Taquiña                                                          |
| Nacional Potosí                    | Alberto Illanes | Potosí                          | Víctor Agustín Ugarte                 | 30 000        | Willys Athletic      | Tigo BCP Cerveza Potosina                                        |
| Oriente Petrolero                  | Mauricio Soria | Santa Cruz de la Sierra         | Ramón Aguilera Costas                 | 38 500        | Olive Sport          | Tigo Cerveza Paceña Sofia ltda.                                  |
| San José                           | Miguel Ponce | Oruro                           | Jesús Bermúdez                        | 30 000        | Willys Athletic      | QUIRQUINCHO                                                      |
| Real Potosí                        | Maximiliano Gómez (Jugador interino) Juan Vogliotti (Jugador interino) Walter Rafael Santillán (Jugador interino) Julio Fernández (interino) | Potosí                          | Víctor Agustín Ugarte                 | 30 000        | La Comita            | Cerveza Potosina Tigo                                            |
| Royal Pari                         | Roberto Mosquera | Santa Cruz de la Sierra Montero | Ramón Aguilera Costas Gilberto Parada | 38 500 18 000 | Adidas               | Grupo Sion BoA                                                   |
| Sport Boys                         | Christian Lovrincevich | Warnes                          | Samuel Vaca Jiménez                   | 10 000        | Hidra Ropa Deportiva | Ciudad Nueva Santa Cruz Parque Industrial Latinoamericano Cafini |
| The Strongest                      | Pablo Escobar | Nuestra Señora de La Paz        | Hernando Siles Rafael Mendoza         | 42 000 10 000 | Walon Sport          | Cerveza Paceña Aceros Arequipa                                   |
| Actualizado el 28 de enero de 2019 | |                                 |                                       |               |                      |                                                                  |
| 1.                                 | |                                 |                                       |               |                      |                                                                  |

## Entrenadores
| Listado de entrenadores                | Listado de entrenadores | Listado de entrenadores |
| Equipo                                 | Fechas                  | Entrenador |
| -------------------------------------- | ----------------------- | --- |
| Always Ready                           | 1.ª a 3.ª               | David de la Torre |
| Always Ready                           | 4.ª en adelante         | Julio César Baldivieso |
| Aurora                                 | Todas                   | Marcos Ferrufino |
| Blooming                               | Todas                   | Erwin Sánchez |
| Bolívar                                | Todas                   | César Vigevani |
| Destroyer's                            | Todas                   | Evandro Guimarães |
| Guabirá                                | 1.ª a 9.ª               | Ronald Arana |
| Guabirá                                | 11.ª                    | Leonardo Eguez |
| Guabirá                                | 12.ª en adelante y 10.ª | Eduardo Espinel |
| Nacional Potosí                        | Todas                   | Alberto Illanes |
| Oriente Petrolero                      | Todas                   | Mauricio Soria |
| Real Potosí                            | 1.ª a 12.ª              | Fernando Ochoaizpur |
| Real Potosí                            | 13.ª en adelante        | Maximiliano Gómez (Jugador interino) Juan Vogliotti (Jugador interino) Walter Rafael Santillán (Jugador interino) Julio Fernández (interino) |
| Royal Pari                             | Todas                   | Roberto Mosquera |
| San José                               | 1.ª                     | Jaime Jemio (interino) |
| San José                               | 2.ª a 10.ª              | Néstor Clausen |
| San José                               | 11.ª a 13.ª             | William Ramallo (interino) |
| San José                               | 14.ª en adelante        | Miguel Ponce |
| Sport Boys                             | 1.ª a 10.ª              | Carlos Fabián Leeb |
| Sport Boys                             | 11.ª en adelante        | Christian Lovrincevich |
| The Strongest                          | Todas                   | Pablo Escobar |
| Jorge Wilstermann                      | 1.ª a 19.ª              | Miguel Ángel Portugal |
| Jorge Wilstermann                      | 20.ª en adelante        | Norberto Kekez |
| 1. 2. 3. 4. 5. 6. 7. 8. 9. 10. 11. 12. |                         | |

#### Cambios de entrenadores
| Equipo       | Pos. | Entrenador Saliente        | Último Partido                      | Fecha | Entrenador Sucesor | Fecha Debut |
| ------------ | ---- | -------------------------- | ----------------------------------- | ----- | --- | ----------- |
| San José     | 6.   | Jaime Jemio (interino)     | San José 2 : 2 Nacional Potosí      | 1.º   | Néstor Clausen | 2.º         |
| Always Ready | 10.  | David De La Torre          | Destroyers 2 : 0 Always Ready       | 3.º   | Julio César Baldivieso | 4.º         |
| Guabirá      | 12.  | Ronald Arana               | Jorge Wilstermann 0 : 2 Guabirá     | 9.º   | Leonardo Eguez (interino) | 11.º        |
| Sport Boys   | 11.  | Carlos Fabián Leeb         | Sport Boys 1 : 2 San José           | 10.º  | Christian Lovrincevich | 11.º        |
| San José     | 6.   | Néstor Clausen             | Sport Boys 1 : 2 San José           | 10.º  | William Ramallo (interino) | 11.º        |
| Guabirá      | 10.  | Leonardo Eguez (interino)  | Destroyer's 2 : 3 Guabirá           | 11.º  | Eduardo Espinel | 12.º        |
| Real Potosí  | 10.  | Fernando Ochoaizpur        | Real Potosí 2 : 2 Aurora            | 12.º  | Maximiliano Gómez (Jugador interino) Juan Vogliotti (Jugador interino) Walter Rafael Santillán (Jugador interino) Julio Fernández (interino) | 13.º        |
| San José     | 6.   | William Ramallo (interino) | San José 3 : 1 Guabirá              | 13.º  | Miguel Ponce | 14.º        |
| Wilstermann  | 6.   | Miguel Ángel Portugal      | Wilstermann 0 : 1 Oriente Petrolero | 19.º  | Norberto Kekez | 20.º        |

### Jugadores

#### Jugador categoría Sub-20
Es el único cambio en el reglamento para la temporada 2019. El Consejo de la División Profesional aprobó la inclusión obligatoria de un jugador de la categoría sub-20 durante 45 minutos.
en caso de que el jugador fuera expulsado, no es necesario que se vuelva a incluir a otro futbolista sub-20; sin embargo, en caso de que éste se lesionara, debe ser reemplazado por otro de la misma categoría.

#### Jugadores extranjeros
Cada equipo pudo incluir dentro de su lista un máximo de seis jugadores extranjeros, permitiéndose un máximo de 4 jugadores extranjeros simultáneos en cancha. Los jugadores extranjeros que posean nacionalidad boliviana, pueden ser inscritos como jugadores bolivianos, pero en el terreno de juego cuentan como extranjeros. Los jugadores extranjeros que tengan uno o los dos padres bolivianos, son bolivianos en las listas y en el terreno de juego. Durante el período de fichajes los equipos pueden tener más de 6 jugadores extranjeros en sus filas siempre y cuando el jugador no esté inscrito reglamentariamente.
| Jugadores extranjeros habilitados             | Jugadores extranjeros habilitados | Jugadores extranjeros habilitados | Jugadores extranjeros habilitados | Jugadores extranjeros habilitados | Jugadores extranjeros habilitados | Jugadores extranjeros habilitados | Jugadores extranjeros habilitados | Jugadores extranjeros habilitados          |
| Equipo                                        | Jugador 1                         | Jugador 2                         | Jugador 3                         | Jugador 4                         | Jugador 5                         | Jugador 6                         | Jugador Nacionalizado             | Jugador Padres Bolivianos                  |
| --------------------------------------------- | --------------------------------- | --------------------------------- | --------------------------------- | --------------------------------- | --------------------------------- | --------------------------------- | --------------------------------- | ------------------------------------------ |
| Always Ready                                  | Raúl Olivares                     | Marc Enoumba                      | Diego Echeverri                   | Juan Mezú                         | Luis Fernando Copete              | William Ferreira                  | Nelson Cabrera Marcos Ovejero     | Martin Smedberg-Dalence Alejandro Bejarano |
| Aurora                                        | Agustín Cousillas                 | César Lamanna                     | Marcelo Bergese                   | Charles da Silva                  | Diogo Kachuba                     | José Fleitas                      | Enrique David Díaz                |                                            |
| Blooming                                      | Alexis Blanco                     | Rodrigo Erramuspe                 | Rafael Allan Mollercke            | Rafael Barros Silva               | Óscar Velásquez                   | Christian Latorre                 |                                   | Edwin Junior Sánchez                       |
| Bolívar                                       | Jorge Pereyra Díaz                | Marcos Riquelme                   | Nicolás Ferreyra                  | Carlos Gómez                      | Mauricio Prieto                   | Juan Miguel Callejón              | Thomaz Santos                     | Joel Fernández                             |
| Guabirá                                       | Marcelo Aguirre                   | Maximiliano Velasco               | Dairín Mosquera                   | Nelson Amarilla                   | Javier Lezcano                    | Michel Acosta                     |                                   |                                            |
| Destroyer's                                   | David Andersen                    | Ricardo Duarte                    | Junior Menezes                    | José Cortés                       | Rodderyk Perozo                   | Ariel Fernando Ruiz               |                                   |                                            |
| Jorge Wilstermann                             | Cristian Chávez                   | Alex Silva                        | Lucas Gaúcho                      | Serginho                          | Arnaldo Giménez                   | José Núñez                        | Matias Meruvia                    | Alejandro Meleán                           |
| Nacional Potosí                               | Leonardo Andrés Romero            | Wilder Salazar                    | Harold Reina                      | Bruno Pascua                      | Nicolás Royón                     | Martín Galain                     |                                   | Gerardo Yecerotte                          |
| Oriente Petrolero                             | Lucas Mugni                       | Mauricio Sperduti                 | Norberto Palmieri                 | Sérgio Raphael                    | Cleider Alzáte                    | Yendrick Ruiz                     |                                   |                                            |
| San José                                      | Cristian Alessandrini             | Marcos Barrera                    | Javier Sanguinetti                | Juan Pablo Domínguez              | César Mena                        | Iker Hernández                    | Marcelo Gomes                     | Edivaldo Rojas                             |
| Real Potosí                                   | Juan Vogliotti                    | Maximiliano Gómez                 | Federico Domínguez                | Cristian Rubén Iramaz             | Mariano Berriex                   | Walter Rafael Santillán           |                                   |                                            |
| Royal Pari                                    | Mariano Brau                      | Mauro Milano                      | Thiago Ribeiro                    | John Mosquera                     | Yony Angulo                       | Omar Vásquez                      |                                   |                                            |
| Sport Boys                                    | Luciano Nieto                     | Luciano Ursino                    | Martín Prost                      | Gilberto Fortunato                | Murilo Gomes Ferreira             | Maximiliano Pereira               |                                   |                                            |
| The Strongest                                 | Agustín Jara                      | Adolfo Machado                    | Rolando Blackburn                 | Dany Cure                         | Ronaldo Alencastro                |                                   | Fernando Martelli Jair Reinoso    | Maximiliano Ortiz                          |
| Actualizado el 15 de marzo de 2019, 21:03 UTC |                                   |                                   |                                   |                                   |                                   |                                   |                                   |                                            |

## Tabla de posiciones final
|                                                               | Pos. | Equipos           | Mov. | PJ | PG | PE | PP | GF | GC | Dif. | Pts. | Clasificado 2019                   |
| ------------------------------------------------------------- | ---- | ----------------- | ---- | -- | -- | -- | -- | -- | -- | ---- | ---- | ---------------------------------- |
|                                                               | 1.   | Bolívar           |      | 26 | 17 | 6  | 3  | 66 | 35 | +31  | 57   | Copa Libertadores 2020 (Bolivia 1) |
|                                                               | 2.   | The Strongest     |      | 26 | 16 | 4  | 6  | 55 | 30 | +25  | 52   |                                    |
|                                                               | 3.   | Nacional Potosí   |      | 26 | 15 | 5  | 6  | 44 | 22 | +22  | 50   |                                    |
|                                                               | 4.   | Blooming          |      | 26 | 15 | 2  | 9  | 55 | 45 | +10  | 47   |                                    |
|                                                               | 5.   | San José          |      | 26 | 12 | 7  | 7  | 55 | 44 | +11  | 40   |                                    |
|                                                               | 6.   | Jorge Wilstermann |      | 26 | 12 | 4  | 10 | 44 | 37 | +7   | 40   |                                    |
|                                                               | 7.   | Oriente Petrolero |      | 26 | 11 | 4  | 11 | 41 | 43 | -2   | 37   |                                    |
|                                                               | 8.   | Guabirá           |      | 26 | 8  | 7  | 11 | 31 | 49 | -18  | 31   |                                    |
|                                                               | 9.   | Always Ready      |      | 26 | 8  | 6  | 12 | 50 | 43 | +7   | 30   |                                    |
|                                                               | 10.  | Real Potosí       |      | 26 | 7  | 6  | 13 | 41 | 59 | -18  | 27   |                                    |
|                                                               | 11.  | Royal Pari        |      | 26 | 6  | 7  | 13 | 39 | 55 | -16  | 25   |                                    |
|                                                               | 12.  | Sport Boys        |      | 26 | 5  | 8  | 13 | 32 | 51 | -19  | 23   |                                    |
|                                                               | 13.  | Aurora            |      | 26 | 6  | 5  | 15 | 32 | 52 | -20  | 23   |                                    |
|                                                               | 14.  | Destroyer's       |      | 26 | 5  | 7  | 14 | 23 | 43 | -20  | 22   |                                    |
| Última actualización: 25 de mayo de 2019 a las 01:21 (UTC-4). |      |                   |      |    |    |    |    |    |    |      |      |                                    |

| 1. |

## Evolución de la clasificación
| Jornada / Equipo  | 1  | 2  | 3  | 4  | 5  | 6  | 7  | 8  | 9  | 10 | 11 | 12 | 13 | 14 | 15 | 16 | 17 | 18 | 19 | 20 | 21 | 22 | 23 | 24 | 25 | 26 |
| Jornada / Equipo  |    |    |    |    |    |    |    |    |    |    |    |    |    |    |    |    |    |    |    |    |    |    |    |    |    |    |
| ----------------- | -- | -- | -- | -- | -- | -- | -- | -- | -- | -- | -- | -- | -- | -- | -- | -- | -- | -- | -- | -- | -- | -- | -- | -- | -- | -- |
| Bolívar           | 2  | 1  | 1  | 1  | 4  | 2  | 1  | 3  | 2  | 3  | 2  | 3  | 3  | 3  | 2  | 2  | 2  | 1  | 1  | 1  | 1  | 1  | 1  | 1  | 1  | 1  |
| The Strongest     | 3  | 7  | 5  | 7  | 10 | 5  | 3  | 2  | 3  | 2  | 4  | 4  | 4  | 4  | 4  | 4  | 4  | 3  | 4  | 4  | 2  | 3  | 4  | 3  | 3  | 2  |
| Nacional Potosí   | 5  | 9  | 6  | 4  | 2  | 1  | 2  | 1  | 1  | 1  | 1  | 1  | 1  | 1  | 1  | 1  | 1  | 2  | 2  | 2  | 3  | 2  | 2  | 2  | 2  | 3  |
| Blooming          | 12 | 5  | 11 | 6  | 5  | 9  | 8  | 6  | 4  | 4  | 3  | 2  | 2  | 2  | 3  | 3  | 3  | 4  | 3  | 3  | 4  | 4  | 3  | 4  | 4  | 4  |
| San José          | 6  | 13 | 13 | 14 | 11 | 7  | 7  | 8  | 7  | 6  | 7  | 8  | 6  | 6  | 7  | 7  | 6  | 6  | 5  | 6  | 7  | 7  | 6  | 6  | 5  | 5  |
| Wilstermann       | 14 | 11 | 7  | 2  | 1  | 3  | 5  | 4  | 5  | 5  | 5  | 5  | 5  | 5  | 5  | 5  | 5  | 5  | 6  | 7  | 5  | 5  | 5  | 5  | 6  | 6  |
| Oriente Petrolero | 9  | 10 | 3  | 5  | 9  | 6  | 6  | 5  | 6  | 7  | 8  | 6  | 7  | 8  | 6  | 6  | 7  | 7  | 7  | 5  | 6  | 6  | 7  | 7  | 7  | 7  |
| Guabirá           | 13 | 12 | 12 | 12 | 12 | 14 | 13 | 13 | 12 | 12 | 10 | 9  | 9  | 7  | 8  | 9  | 9  | 9  | 9  | 8  | 9  | 9  | 9  | 8  | 9  | 8  |
| Always Ready      | 8  | 8  | 10 | 11 | 13 | 12 | 12 | 11 | 9  | 9  | 6  | 7  | 8  | 9  | 9  | 8  | 8  | 8  | 8  | 9  | 8  | 8  | 8  | 9  | 8  | 9  |
| Real Potosí       | 1  | 3  | 4  | 3  | 7  | 4  | 4  | 7  | 8  | 8  | 9  | 10 | 11 | 12 | 12 | 13 | 13 | 13 | 14 | 11 | 10 | 10 | 10 | 10 | 11 | 10 |
| Royal Pari        | 7  | 2  | 8  | 8  | 8  | 11 | 11 | 12 | 13 | 13 | 11 | 11 | 10 | 10 | 10 | 10 | 11 | 10 | 13 | 12 | 11 | 11 | 12 | 11 | 10 | 11 |
| Sport Boys        | 10 | 4  | 9  | 9  | 3  | 8  | 9  | 9  | 10 | 11 | 13 | 13 | 13 | 14 | 13 | 11 | 10 | 11 | 12 | 14 | 14 | 14 | 14 | 13 | 13 | 12 |
| Aurora            | 11 | 14 | 14 | 12 | 14 | 13 | 14 | 14 | 14 | 14 | 14 | 14 | 14 | 13 | 14 | 14 | 14 | 14 | 11 | 13 | 13 | 12 | 11 | 12 | 12 | 13 |
| Destroyer's       | 4  | 6  | 2  | 6  | 6  | 10 | 10 | 10 | 11 | 10 | 12 | 12 | 12 | 11 | 11 | 12 | 12 | 12 | 10 | 10 | 12 | 13 | 13 | 14 | 14 | 14 |

| 1. 2. 3. 4. 5. 6. |

## Fixture
- La hora de cada encuentro corresponde al huso horario que rige a Bolivia (UTC-4).

### Primera vuelta
| Fecha 1 | Fecha 1           | Fecha 1   | Fecha 1         | Fecha 1 | Fecha 1               | Fecha 1     | Fecha 1 | Fecha 1            | Fecha 1       | Fecha 1    | Fecha 1   |
|         | Local             | Resultado | Visitante       |         | Estadio               | Fecha       | Hora    | TV                 | Árbitro       | Amonestado | Expulsado |
| ------- | ----------------- | --------- | --------------- | ------- | --------------------- | ----------- | ------- | ------------------ | ------------- | ---------- | --------- |
|         | Sport Boys        | 1 - 1     | Always Ready    |         | Samuel Vaca Jiménez   | 19 de enero | 15:00   |                    | Nelson Barros | 5          | 0         |
|         | Real Potosí       | 3 - 1     | Guabirá         |         | Víctor Agustín Ugarte | 19 de enero | 17:15   | Raúl Orosco        | 5             | 0          |           |
|         | The Strongest     | 2 - 1     | Aurora          |         | Hernando Siles        | 19 de enero | 19:30   | José Jordán        | 8             | 1          |           |
|         | Destroyer's       | 1 - 0     | Blooming        |         | Ramón Aguilera Costas | 20 de enero | 15:00   | Ivo Méndez         | 7             | 1          |           |
|         | San José          | 2 - 2     | Nacional Potosí |         | Jesús Bermúdez        | 20 de enero | 17:15   | Luis Yrusta        | 3             | 0          |           |
|         | Jorge Wilstermann | 0 - 2     | Bolívar         |         | Félix Capriles        | 20 de enero | 17:15   | Alejandro Mancilla | 7             | 0          |           |
|         | Oriente Petrolero | 1 - 1'    | Royal Pari      |         | Ramón Aguilera Costas | 20 de enero | 19:30   | Juan Nelio García  | 10            | 1          |           |

| Fecha 2 | Fecha 2      | Fecha 2   | Fecha 2           | Fecha 2 | Fecha 2               | Fecha 2     | Fecha 2 | Fecha 2          | Fecha 2         | Fecha 2    | Fecha 2   |
|         | Local        | Resultado | Visitante         |         | Estadio               | Fecha       | Hora    | TV               | Árbitro         | Amonestado | Expulsado |
| ------- | ------------ | --------- | ----------------- | ------- | --------------------- | ----------- | ------- | ---------------- | --------------- | ---------- | --------- |
|         | Always Ready | 2 - 2     | Jorge Wilstermann |         | Villa Ingenio         | 26 de enero | 15:00   |                  | Rafael Subirana | 9          | 2         |
|         | Guabirá      | 0 - 0     | Nacional Potosí   |         | Gilberto Parada       | 26 de enero | 15:00   | Gaad Flores      | 6               | 0          |           |
|         | Royal Pari   | 5 - 0     | The Strongest     |         | Ramón Aguilera Costas | 26 de enero | 17:15   | Edson Ríos       | 1               | 0          |           |
|         | Bolívar      | 2 - 0     | Destroyer's       |         | Hernando Siles        | 26 de enero | 20:00   |                  | Víctor Hurtado  | 5          | 0         |
|         | Real Potosí  | 1 - 1     | Oriente Petrolero |         | Víctor Agustín Ugarte | 27 de enero | 15:00   |                  | Fernando Toledo | 3          | 0         |
|         | Aurora       | 0 - 2     | Sport Boys        |         | Félix Capriles        | 27 de enero | 17:15   | Jordy Alemán     | 4               | 0          |           |
|         | Blooming     | 5 - 1     | San José          |         | Ramón Aguilera Costas | 27 de enero | 19:30   | Orlando Quintana | 5               | 0          |           |

| Fecha 3 | Fecha 3           | Fecha 3   | Fecha 3      | Fecha 3 | Fecha 3               | Fecha 3       | Fecha 3 | Fecha 3           | Fecha 3       | Fecha 3    | Fecha 3   |
|         | Local             | Resultado | Visitante    |         | Estadio               | Fecha         | Hora    | TV                | Árbitro       | Amonestado | Expulsado |
| ------- | ----------------- | --------- | ------------ | ------- | --------------------- | ------------- | ------- | ----------------- | ------------- | ---------- | --------- |
|         | Destroyer's       | 2 - 0     | Always Ready |         | Ramón Aguilera Costas | 29 de enero   | 20:30   |                   | Nelson Barros | 6          | 0         |
|         | Sport Boys        | 2 - 2     | Royal Pari   |         | Samuel Vaca Jiménez   | 30 de enero   | 16:00   | Hostin Prado      | 7             | 1          |           |
|         | The Strongest     | 4 - 1     | Real Potosí  |         | Hernando Siles        | 30 de enero   | 18:30   | Dilio Rodríguez   | 7             | 1          |           |
|         | Jorge Wilstermann | 2 - 1     | Aurora       |         | Félix Capriles        | 30 de enero   | 20:30   | Víctor Hurtado    | 4             | 2          |           |
|         | Oriente Petrolero | 1 - 1     | Guabirá      |         | Ramón Aguilera Costas | 30 de enero   | 20:30   | Juan Nelio García | 5             | 0          |           |
|         | Nacional Potosí   | 2 - 0     | Blooming     |         | Víctor Agustín Ugarte | 31 de enero   | 20:30   | Luis Yrusta       | 1             | 0          |           |
|         | San José          | 4 - 4     | Bolívar      |         | Jesús Bermúdez        | 13 de febrero | 20:00   |                   | Hostin Prado  | 7          | 0         |

| Fecha 4 | Fecha 4           | Fecha 4   | Fecha 4           | Fecha 4 | Fecha 4               | Fecha 4      | Fecha 4 | Fecha 4        | Fecha 4         | Fecha 4    | Fecha 4   |
|         | Local             | Resultado | Visitante         |         | Estadio               | Fecha        | Hora    | TV             | Árbitro         | Amonestado | Expulsado |
| ------- | ----------------- | --------- | ----------------- | ------- | --------------------- | ------------ | ------- | -------------- | --------------- | ---------- | --------- |
|         | Royal Pari        | 2 - 3     | Jorge Wilstermann |         | Ramón Aguilera Costas | 2 de febrero | 15:00   |                | Luis Yrusta     | 4          | 0         |
|         | Aurora            | 2 - 0     | Destroyer's       |         | Félix Capriles        | 2 de febrero | 17:15   | Javier Revollo | 9               | 2          |           |
|         | Oriente Petrolero | 2 - 1     | The Strongest     |         | Ramón Aguilera Costas | 2 de febrero | 20:00   | José Jordán    | 12              | 2          |           |
|         | Real Potosí       | 2 - 1     | Sport Boys        |         | Víctor Agustín Ugarte | 3 de febrero | 15:00   | Gustavo Vera   | 7               | 0          |           |
|         | Always Ready      | 3 - 3     | San José          |         | Villa Ingenio         | 3 de febrero | 15:00   | Hostin Prado   | 5               | 1          |           |
|         | Bolívar           | 1 - 1     | Nacional Potosí   |         | Hernando Siles        | 3 de febrero | 16:00   |                | Nelson Barros   | 7          | 0         |
|         | Guabirá           | 2 - 2     | Blooming          |         | Gilberto Parada       | 3 de febrero | 17:15   |                | Rafael Subirana | 4          | 1         |

| Fecha 5 | Fecha 5           | Fecha 5   | Fecha 5           | Fecha 5 | Fecha 5               | Fecha 5      | Fecha 5 | Fecha 5            | Fecha 5        | Fecha 5    | Fecha 5   |
|         | Local             | Resultado | Visitante         |         | Estadio               | Fecha        | Hora    | TV                 | Árbitro        | Amonestado | Expulsado |
| ------- | ----------------- | --------- | ----------------- | ------- | --------------------- | ------------ | ------- | ------------------ | -------------- | ---------- | --------- |
|         | Destroyer's       | 0 - 0     | Royal Pari        |         | Ramón Aguilera Costas | 5 de febrero | 20:30   |                    | Carlos Arteaga | 10         | 1         |
|         | Sport Boys        | 2 - 1     | Oriente Petrolero |         | Samuel Vaca Jiménez   | 6 de febrero | 18:15   | Juan Nelio García  | 7              | 0          |           |
|         | San José          | 3 - 0     | Aurora            |         | Jesús Bermúdez        | 6 de febrero | 20:30   | Edson Ríos         | 2              | 1          |           |
|         | Blooming          | 2 - 1     | Bolívar           |         | Ramón Aguilera Costas | 6 de febrero | 20:30   | Raúl Orosco        | 10             | 2          |           |
|         | Jorge Wilstermann | 5 - 0     | Real Potosí       |         | Félix Capriles        | 7 de febrero | 18:15   | Joaquín Verástegui | 9              | 0          |           |
|         | Nacional Potosí   | 3 - 1     | Always Ready      |         | Víctor Agustín Ugarte | 7 de febrero | 20:30   | Carlos García      | 9              | 0          |           |
|         | The Strongest     | 5 - 0     | Guabirá           |         | Hernando Siles        | 6 de marzo   | 20:30   | Jorge Mancilla     | 3              | 1          |           |

| Fecha 6 | Fecha 6           | Fecha 6   | Fecha 6           | Fecha 6 | Fecha 6               | Fecha 6       | Fecha 6 | Fecha 6          | Fecha 6       | Fecha 6    | Fecha 6   |
|         | Local             | Resultado | Visitante         |         | Estadio               | Fecha         | Hora    | TV               | Árbitro       | Amonestado | Expulsado |
| ------- | ----------------- | --------- | ----------------- | ------- | --------------------- | ------------- | ------- | ---------------- | ------------- | ---------- | --------- |
|         | Guabirá           | 0 - 1     | Bolívar           |         | Gilberto Parada       | 9 de febrero  | 15:00   |                  | Nelson Barros | 4          | 0         |
|         | Royal Pari        | 0 - 1     | San José          |         | Ramón Aguilera Costas | 9 de febrero  | 17:15   | Dilio Rodríguez  | 9             | 0          |           |
|         | The Strongest     | 5 - 0     | Sport Boys        |         | Hernando Siles        | 9 de febrero  | 20:30   | Fernando Toledo  | 3             | 0          |           |
|         | Always Ready      | 3 - 0     | Blooming          |         | Villa Ingenio         | 10 de febrero | 15:00   | Víctor Hurtado   | 6             | 0          |           |
|         | Aurora            | 0 - 0     | Nacional Potosí   |         | Félix Capriles        | 10 de febrero | 17:15   | Rafael Subirana  | 4             | 1          |           |
|         | Oriente Petrolero | 2 - 0     | Jorge Wilstermann |         | Ramón Aguilera Costas | 10 de febrero | 17:15   | Orlando Quintana | 8             | 0          |           |
|         | Real Potosí       | 3 - 2     | Destroyer's       |         | Víctor Agustín Ugarte | 11 de febrero | 19:30   | Gado Flores      | 6             | 0          |           |

| Fecha 7 | Fecha 7           | Fecha 7   | Fecha 7           | Fecha 7 | Fecha 7               | Fecha 7       | Fecha 7 | Fecha 7         | Fecha 7       | Fecha 7    | Fecha 7   |
|         | Local             | Resultado | Visitante         |         | Estadio               | Fecha         | Hora    | TV              | Árbitro       | Amonestado | Expulsado |
| ------- | ----------------- | --------- | ----------------- | ------- | --------------------- | ------------- | ------- | --------------- | ------------- | ---------- | --------- |
|         | Blooming          | 1 - 0     | Aurora            |         | Ramón Aguilera Costas | 16 de febrero | 15:00   |                 | Guildo Quenta | 2          | 0         |
|         | Bolívar           | 2 - 1     | Always Ready      |         | Hernando Siles        | 16 de febrero | 16:00   |                 | José Jordán   | 5          | 1         |
|         | Sport Boys        | 2 - 2     | Guabirá           |         | Samuel Vaca Jiménez   | 16 de febrero | 17:15   |                 | Raúl Orosco   | 11         | 1         |
|         | Nacional Potosí   | 4 - 1     | Royal Pari        |         | Víctor Agustín Ugarte | 17 de febrero | 15:00   | Ángel Flores    | 2             | 0          |           |
|         | San José          | 2 - 2     | Real Potosí       |         | Jesús Bermúdez        | 17 de febrero | 15:00   | Carlos García   | 8             | 1          |           |
|         | Jorge Wilstermann | 0 - 1     | The Strongest     |         | Félix Capriles        | 17 de febrero | 17:15   | Ivo Méndez      | 7             | 0          |           |
|         | Destroyer's       | 0 - 0     | Oriente Petrolero |         | Ramón Aguilera Costas | 17 de febrero | 19:30   | Rafael Subirana | 6             | 0          |           |

| Fecha 8 | Fecha 8           | Fecha 8   | Fecha 8           | Fecha 8 | Fecha 8               | Fecha 8       | Fecha 8 | Fecha 8           | Fecha 8    | Fecha 8    | Fecha 8   |
|         | Local             | Resultado | Visitante         |         | Estadio               | Fecha         | Hora    | TV                | Árbitro    | Amonestado | Expulsado |
| ------- | ----------------- | --------- | ----------------- | ------- | --------------------- | ------------- | ------- | ----------------- | ---------- | ---------- | --------- |
|         | Guabirá           | 1 - 1     | Always Ready      |         | Gilberto Parada       | 20 de febrero | 15:00   |                   | Edson Ríos | 6          | 0         |
|         | Real Potosí       | 1 - 3     | Nacional Potosí   |         | Víctor Agustín Ugarte | 20 de febrero | 18:30   | Víctor Hurtado    | 7          | 1          |           |
|         | Aurora            | 3 - 3     | Bolívar           |         | Félix Capriles        | 20 de febrero | 20:30   | Nelson Barros     | 7          | 0          |           |
|         | Royal Pari        | 1 - 3     | Blooming          |         | Ramón Aguilera Costas | 20 de febrero | 20:45   | Juan Nelio García | 8          | 0          |           |
|         | Sport Boys        | 1 - 3     | Jorge Wilstermann |         | Samuel Vaca Jiménez   | 21 de febrero | 15:00   | Gado Flores       | 6          | 1          |           |
|         | The Strongest     | 3 - 0     | Destroyer's       |         | Hernando Siles        | 21 de febrero | 18:30   | Jordy Alemán      | 1          | 0          |           |
|         | Oriente Petrolero | 4 - 3     | San José          |         | Ramón Aguilera Costas | 21 de febrero | 20:45   | Raúl Orosco       | 5          | 0          |           |

| Fecha 9 | Fecha 9           | Fecha 9   | Fecha 9           | Fecha 9 | Fecha 9               | Fecha 9       | Fecha 9 | Fecha 9           | Fecha 9         | Fecha 9    | Fecha 9   |
|         | Local             | Resultado | Visitante         |         | Estadio               | Fecha         | Hora    | TV                | Árbitro         | Amonestado | Expulsado |
| ------- | ----------------- | --------- | ----------------- | ------- | --------------------- | ------------- | ------- | ----------------- | --------------- | ---------- | --------- |
|         | Always Ready      | 2 - 0     | Aurora            |         | Villa Ingenio         | 23 de febrero | 15:00   |                   | Rafael Subirana | 7          | 0         |
|         | Blooming          | 5 - 3     | Real Potosí       |         | Ramón Aguilera Costas | 23 de febrero | 19:30   | Fernando Toledo   | 12              | 3          |           |
|         | Jorge Wilstermann | 0 - 2     | Guabirá           |         | Félix Capriles        | 24 de febrero | 15:00   | Guildo Quenta     | 5               | 0          |           |
|         | Bolívar           | 3 - 0     | Royal Pari        |         | Hernando Siles        | 24 de febrero | 16:00   |                   | Javier Revollo  | 11         | 0         |
|         | Nacional Potosí   | 2 - 1     | Oriente Petrolero |         | Víctor Agustín Ugarte | 24 de febrero | 17:15   |                   | Hostin Prado    | 7          | 0         |
|         | Destroyer's       | 0 - 0     | Sport Boys        |         | Ramón Aguilera Costas | 24 de febrero | 19:30   | Juan Nelio García | 6               | 1          |           |
|         | San José          | 1 - 1     | The Strongest     |         | Jesús Bermúdez        | 25 de febrero | 20:00   | Víctor Hurtado    | 7               | 1          |           |

| Fecha 10 | Fecha 10          | Fecha 10  | Fecha 10        | Fecha 10 | Fecha 10              | Fecha 10      | Fecha 10 | Fecha 10         | Fecha 10         | Fecha 10   | Fecha 10  |
|          | Local             | Resultado | Visitante       |          | Estadio               | Fecha         | Hora     | TV               | Árbitro          | Amonestado | Expulsado |
| -------- | ----------------- | --------- | --------------- | -------- | --------------------- | ------------- | -------- | ---------------- | ---------------- | ---------- | --------- |
|          | Jorge Wilstermann | 3 - 3     | Destroyer's     |          | Félix Capriles        | 27 de febrero | 18:15    |                  | Orlando Quintana | 10         | 0         |
|          | Real Potosí       | 2 - 2     | Bolívar         |          | Víctor Agustín Ugarte | 27 de febrero | 20:30    | Carlos García    | 11               | 0          |           |
|          | Sport Boys        | 1 - 2     | San José        |          | Samuel Vaca Jiménez   | 28 de febrero | 15:00    | Luis Yrusta      | 7                | 1          |           |
|          | The Strongest     | 2 - 3     | Nacional Potosí |          | Hernando Siles        | 28 de febrero | 20:00    | José Jordán      | 7                | 0          |           |
|          | Oriente Petrolero | 0 - 1     | Blooming        |          | Ramón Aguilera Costas | 1 de marzo    | 20:00    | Ivo Méndez       | 8                | 1          |           |
|          | Royal Pari        | 1 - 1     | Always Ready    |          | Ramón Aguilera Costas | 6 de marzo    | 18:15    | Jorge Justiniano | 4                | 0          |           |
|          | Guabirá           | 1 - 0     | Aurora          |          | Gilberto Parada       | 24 de marzo   | 15:00    | -                | Jorge Mancilla   | 5          | 1         |

| Fecha 11 | Fecha 11        | Fecha 11  | Fecha 11          | Fecha 11 | Fecha 11              | Fecha 11    | Fecha 11 | Fecha 11        | Fecha 11          | Fecha 11   | Fecha 11  |
|          | Local           | Resultado | Visitante         |          | Estadio               | Fecha       | Hora     | TV              | Árbitro           | Amonestado | Expulsado |
| -------- | --------------- | --------- | ----------------- | -------- | --------------------- | ----------- | -------- | --------------- | ----------------- | ---------- | --------- |
|          | Bolívar         | 3 - 0     | Oriente Petrolero |          | Hernando Siles        | 8 de marzo  | 20:00    |                 | Víctor Hurtado    | 3          | 0         |
|          | Always Ready    | 3 - 1     | Real Potosí       |          | Villa Ingenio         | 9 de marzo  | 15:00    |                 | Juan Nelio García | 9          | 0         |
|          | Nacional Potosí | 3 - 0     | Sport Boys        |          | Víctor Agustín Ugarte | 9 de marzo  | 17:15    | Jordy Alemán    | 5                 | 0          |           |
|          | Destroyer's     | 2 - 3     | Guabirá           |          | Ramón Aguilera Costas | 10 de marzo | 15:00    | Rafael Subirana | 11                | 1          |           |
|          | Aurora          | 2 - 3     | Royal Pari        |          | Félix Capriles        | 10 de marzo | 15:00    | Fernando Toledo | 3                 | 1          |           |
|          | San José        | 0 - 3     | Jorge Wilstermann |          | Jesús Bermúdez        | 10 de marzo | 17:15    | Luis Yrusta     | 7                 | 1          |           |
|          | Blooming        | 2 - 0     | The Strongest     |          | Ramón Aguilera Costas | 10 de marzo | 19:30    | Hostin Prado    | 8                 | 0          |           |

| Fecha 12 | Fecha 12          | Fecha 12  | Fecha 12        | Fecha 12 | Fecha 12              | Fecha 12    | Fecha 12 | Fecha 12          | Fecha 12       | Fecha 12   | Fecha 12  |
|          | Local             | Resultado | Visitante       |          | Estadio               | Fecha       | Hora     | TV                | Árbitro        | Amonestado | Expulsado |
| -------- | ----------------- | --------- | --------------- | -------- | --------------------- | ----------- | -------- | ----------------- | -------------- | ---------- | --------- |
|          | Real Potosí       | 2 - 2     | Aurora          |          | Víctor Agustín Ugarte | 13 de marzo | 18:15    |                   | Jorge Mancilla | 6          | 1         |
|          | Oriente Petrolero | 4 - 1     | Always Ready    |          | Ramón Aguilera Costas | 13 de marzo | 20:30    | Edson Ríos        | 3              | 0          |           |
|          | The Strongest     | 1 - 1     | Bolívar         |          | Hernando Siles        | 13 de marzo | 20:30    | Luis Yrusta       | 10             | 0          |           |
|          | Sport Boys        | 1 - 5     | Blooming        |          | Samuel Vaca Jiménez   | 14 de marzo | 18:15    | Juan Nelio García | 4              | 1          |           |
|          | Guabirá           | 3 - 1     | Royal Pari      |          | Gilberto Parada       | 14 de marzo | 20:30    | Ivo Méndez        | 12             | 1          |           |
|          | Destroyer's       | 2 - 1     | San José        |          | Ramón Aguilera Costas | 23 de marzo | 15:00    | Hostin Prado      | 3              | 0          |           |
|          | Jorge Wilstermann | 2 - 0     | Nacional Potosí |          | Félix Capriles        | 23 de marzo | 17:15    | José Jordán       | 8              | 1          |           |

| Fecha 13 | Fecha 13        | Fecha 13  | Fecha 13          | Fecha 13 | Fecha 13              | Fecha 13    | Fecha 13 | Fecha 13    | Fecha 13         | Fecha 13   | Fecha 13  |
|          | Local           | Resultado | Visitante         |          | Estadio               | Fecha       | Hora     | TV          | Árbitro          | Amonestado | Expulsado |
| -------- | --------------- | --------- | ----------------- | -------- | --------------------- | ----------- | -------- | ----------- | ---------------- | ---------- | --------- |
|          | Nacional Potosí | 7 - 2     | Destroyer's       |          | Víctor Agustín Ugarte | 15 de marzo | 20:00    |             | Juan Castro      | 5          | 1         |
|          | Always Ready    | 1 - 2     | The Strongest     |          | Villa Ingenio         | 16 de marzo | 15:00    | Ivo Méndez  | 7                | 1          |           |
|          | Aurora          | 3 - 2     | Oriente Petrolero |          | Félix Capriles        | 17 de marzo | 15:00    | S/T         | Jorge Justiniano | 6          | 0         |
|          | Royal Pari      | 4 - 1     | Real Potosí       |          | Gilberto Parada       | 17 de marzo | 15:00    |             | Víctor Hurtado   | 12         | 1         |
|          | Bolívar         | 4 - 1     | Sport Boys        |          | Hernando Siles        | 17 de marzo | 16:00    |             | José Jordán      | 5          | 0         |
|          | San José        | 3 - 1     | Guabirá           |          | Jesús Bermúdez        | 17 de marzo | 17:15    |             | Raúl Orosco      | 7          | 0         |
|          | Blooming        | 2 - 0     | Jorge Wilstermann |          | Ramón Aguilera Costas | 17 de marzo | 19:30    | Gery Vargas | 4                | 2          |           |

### Segunda vuelta
| Always Ready    | 3 - 1 | Sport Boys        | Villa Ingenio           | 30 de marzo | 15:00 | Tigo Sports |
| Nacional Potosí | 1 - 0 | San José          | Víctor Agustín Ugarte   | 30 de marzo | 17:15 | Tigo Sports |
| Royal Pari      | 1 - 3 | Oriente Petrolero | Ramón Tahuichi Aguilera | 30 de marzo | 19:30 | Tigo Sports |
| Guabirá         | 2 - 1 | Real Potosí       | Gilberto Parada         | 31 de marzo | 15:00 | Tigo Sports |
| Bolívar         | 3 - 0 | Wilstermann       | Hernando Siles          | 31 de marzo | 16:00 | Bolívar TV  |
| Aurora          | 2 - 1 | The Strongest     | Félix Capriles          | 31 de marzo | 17:15 | Tigo Sports |
| Blooming        | 2 - 1 | Destroyers        | Ramón Tahuichi Aguilera | 31 de marzo | 19:30 | Tigo Sports |

| Wilstermann       | 2 - 0 | Always Ready | Félix Capriles          | 27 de marzo | 18:15 | Tigo Sports |
| San José          | 5 - 1 | Blooming     | Jesús Bermúdez          | 27 de marzo | 20:30 | Tigo Sports |
| Sport Boys        | 3 - 0 | Aurora       | Samuel Vaca Jiménez     | 3 de abril  | 15:00 | Tigo Sports |
| Oriente Petrolero | 2 - 1 | Real Potosí  | Ramón Tahuichi Aguilera | 3 de abril  | 18:15 | Tigo Sports |
| Destroyers        | 3 - 6 | Bolívar      | Ramón Tahuichi Aguilera | 3 de abril  | 20:30 | Tigo Sports |
| Nacional Potosí   | 4 - 0 | Guabirá      | Víctor Agustín Ugarte   | 3 de abril  | 20:30 | Tigo Sports |
| The Strongest     | 5 - 2 | Royal Pari   | Hernando Siles          | 4 de abril  | 20:30 | Tigo Sports |

| Always Ready | 2 - 0 | Destroyers        | Villa Ingenio           | 6 de abril | 15:00 | Tigo Sports |
| Aurora       | 1 - 2 | Wilstermann       | Félix Capriles          | 6 de abril | 19:30 | Tigo Sports |
| Real Potosí  | 0 - 2 | The Strongest     | Víctor Agustín Ugarte   | 7 de abril | 15:00 | Tigo Sports |
| Bolívar      | 2 - 3 | San José          | Hernando Siles          | 7 de abril | 16:00 | Bolívar TV  |
| Guabirá      | 2 - 3 | Oriente Petrolero | Gilberto Parada         | 7 de abril | 17:15 | Tigo Sports |
| Blooming     | 0 - 1 | Nacional Potosí   | Ramón Tahuichi Aguilera | 7 de abril | 19:30 | Tigo Sports |
| Royal Pari   | 3 - 3 | Sport Boys        | Ramón Tahuichi Aguilera | 8 de abril | 20:00 | Tigo Sports |

| Nacional Potosí | 0 - 1 | Bolívar           | Víctor Agustín Ugarte   | 12 de abril | 20:00 | Tigo Sports |
| Sport Boys      | 1 - 1 | Real Potosí       | Samuel Vaca Jiménez     | 13 de abril | 15:00 | Tigo Sports |
| Destroyers      | 0 - 0 | Aurora            | Ramón Tahuichi Aguilera | 13 de abril | 17:15 | Tigo Sports |
| San José        | 6 - 2 | Always Ready      | Jesús Bermúdez          | 14 de abril | 15:00 | Tigo Sports |
| The Strongest   | 4 - 0 | Oriente Petrolero | Hernando Siles          | 14 de abril | 15:00 | Tigo Sports |
| Wilstermann     | 2 - 1 | Royal Pari        | Félix Capriles          | 14 de abril | 17:15 | Tigo Sports |
| Blooming        | 4 - 2 | Guabirá           | Ramón Tahuichi Aguilera | 14 de abril | 19:30 | Tigo Sports |

| Guabirá           | 1 - 2 | The Strongest   | Gilberto Parada         | 17 de abril | 15:00 | Tigo Sports |
| Bolívar           | 4 - 1 | Blooming        | Hernando Siles          | 17 de abril | 20:00 | Bolívar TV  |
| Real Potosí       | 1 - 2 | Wilstermann     | Víctor Agustín Ugarte   | 17 de abril | 20:30 | Tigo Sports |
| Royal Pari        | 0 - 0 | Destroyers      | Ramón Tahuichi Aguilera | 18 de abril | 18:15 | Tigo Sports |
| Aurora            | 0 - 2 | San José        | Félix Capriles          | 18 de abril | 20:30 | Tigo Sports |
| Always Ready      | 1 - 2 | Nacional Potosí | Villa Ingenio           | 24 de abril | 15:00 | Tigo Sports |
| Oriente Petrolero | 2 - 1 | Sport Boys      | Ramón Tahuichi Aguilera | 25 de abril | 20:00 | Tigo Sports |

| Sport Boys      | 0 - 0 | The Strongest     | Samuel Vaca Jiménez     | 20 de abril | 15:00 | Tigo Sports |
| Nacional Potosí | 0 - 1 | Aurora            | Víctor Agustín Ugarte   | 21 de abril | 15:00 | Tigo Sports |
| San José        | 2 - 1 | Royal Pari        | Jesús Bermúdez          | 21 de abril | 15:00 | Tigo Sports |
| Bolívar         | 3 - 0 | Guabirá           | Hernando Siles          | 21 de abril | 16:00 | Bolívar TV  |
| Wilstermann     | 0 - 1 | Oriente Petrolero | Félix Capriles          | 21 de abril | 17:15 | Tigo Sports |
| Blooming        | 1 - 0 | Always Ready      | Ramón Tahuichi Aguilera | 21 de abril | 19:30 | Tigo Sports |
| Destroyers      | 3 - 0 | Real Potosí       | Ramón Tahuichi Aguilera | 22 de abril | 15:00 | Tigo Sports |

|  | Always Ready      | 1 - 1 | Bolívar         |  | Villa Ingenio           | 27 de abril | 15:00 | Tigo Sports |
|  | Real Potosí       | 2 - 1 | San José        |  | Víctor Agustín Ugarte   | 27 de abril | 17:15 | Tigo Sports |
|  | Royal Pari        | 1 - 1 | Nacional Potosí |  | Ramón Tahuichi Aguilera | 27 de abril | 19:30 | Tigo Sports |
|  | The Strongest     | 2 - 1 | Wilstermann     |  | Hernando Siles          | 28 de abril | 15:00 | Tigo Sports |
|  | Guabirá           | 1 - 0 | Sport Boys      |  | Gilberto Parada         | 28 de abril | 15:00 | Tigo Sports |
|  | Aurora            | 3 - 4 | Blooming        |  | Félix Capriles          | 28 de abril | 17:15 | Tigo Sports |
|  | Oriente Petrolero | 1 - 0 | Destroyers      |  | Ramón Tahuichi Aguilera | 28 de abril | 19:30 | Tigo Sports |

| Always Ready    | 6 - 0 | Guabirá           | Villa Ingenio           | 1 de mayo | 15:00 | Tigo Sports |
| Nacional Potosí | 0 - 1 | Real Potosí       | Víctor Agustín Ugarte   | 1 de mayo | 15:00 | Tigo Sports |
| Bolívar         | 6 - 3 | Aurora            | Hernando Siles          | 1 de mayo | 16:00 | Bolívar TV  |
| Destroyers      | 0 - 1 | The Strongest     | Ramón Tahuichi Aguilera | 1 de mayo | 17:15 | Tigo Sports |
| Blooming        | 2 - 3 | Royal Pari        | Ramón Tahuichi Aguilera | 1 de mayo | 19:30 | Tigo Sports |
| Wilstermann     | 5 - 2 | Sport Boys        | Félix Capriles          | 2 de mayo | 18:15 | Tigo Sports |
| San José        | 3 - 2 | Oriente Petrolero | Jesús Bermúdez          | 2 de mayo | 20:30 | Tigo Sports |

| Royal Pari        | 1 - 2 | Bolívar         | Ramón Tahuichi Aguilera | 4 de mayo | 15:00 | Tigo Sports |
| Aurora            | 3 - 1 | Always Ready    | Félix Capriles          | 4 de mayo | 17:15 | Tigo Sports |
| Real Potosí       | 2 - 2 | Blooming        | Víctor Agustín Ugarte   | 5 de mayo | 15:00 | Tigo Sports |
| Guabirá           | 1 - 1 | Wilstermann     | Gilberto Parada         | 5 de mayo | 15:00 | Tigo Sports |
| The Strongest     | 2 - 2 | San José        | Hernando Siles          | 5 de mayo | 17:15 | Tigo Sports |
| Oriente Petrolero | 0 - 2 | Nacional Potosí | Ramón Tahuichi Aguilera | 5 de mayo | 19:30 | Tigo Sports |
| Sport Boys        | 1 - 1 | Destroyers      | Samuel Vaca Jiménez     | 6 de mayo | 19:30 | Tigo Sports |

| Bolívar         | 4 - 3 | Real Potosí       | Hernando Siles          | 10 de mayo | 20:00 | Bolívar TV  |
| Always Ready    | 6 - 0 | Royal Pari        | Villa Ingenio           | 11 de mayo | 15:00 | Tigo Sports |
| Aurora          | 1 - 1 | Guabirá           | Félix Capriles          | 11 de mayo | 17:15 | Tigo Sports |
| Nacional Potosí | 1 - 0 | The Strongest     | Víctor Agustín Ugarte   | 12 de mayo | 15:00 | Tigo Sports |
| Destroyers      | 0 - 3 | Wilstermann       | Ramón Tahuichi Aguilera | 12 de mayo | 15:00 | Tigo Sports |
| San José        | 2 - 1 | Sport Boys        | Jesús Bermúdez          | 12 de mayo | 17:15 | Tigo Sports |
| Blooming        | 3 - 2 | Oriente Petrolero | Ramón Tahuichi Aguilera | 12 de mayo | 19:30 | Tigo Sports |

| Royal Pari        | 2 - 1 | Aurora          | Gilberto Parada         | 15 de mayo | 15:00 | Tigo Sports |
| Real Potosí       | 2 - 1 | Always Ready    | Víctor Agustín Ugarte   | 15 de mayo | 18:15 | Tigo Sports |
| Guabirá           | 1 - 0 | Destroyers      | Gilberto Parada         | 15 de mayo | 20:00 | Tigo Sports |
| Wilstermann       | 0 - 0 | San José        | Félix Capriles          | 15 de mayo | 20:30 | Tigo Sports |
| The Strongest     | 3 - 1 | Blooming        | Hernando Siles          | 15 de mayo | 20:30 | Tigo Sports |
| Sport Boys        | 2 - 0 | Nacional Potosí | Samuel Vaca Jiménez     | 16 de mayo | 15:00 | Tigo Sports |
| Oriente Petrolero | 1 - 2 | Bolívar (C)     | Ramón Tahuichi Aguilera | 16 de mayo | 20:30 | Tigo Sports |

| Royal Pari      | 2 - 1 | Guabirá           | Ramón Tahuichi Aguilera | 18 de mayo | 20:00 | Tigo Sports |
| Aurora          | 3 - 2 | Real Potosí       | Félix Capriles          | 19 de mayo | 15:00 | Tigo Sports |
| Always Ready    | 5 - 0 | Oriente Petrolero | Villa Ingenio           | 19 de mayo | 15:00 | Tigo Sports |
| Bolívar         | 1 - 3 | The Strongest     | Hernando Siles          | 19 de mayo | 16:00 | Bolívar TV  |
| Nacional Potosí | 2 - 1 | Wilstermann       | Víctor Agustín Ugarte   | 19 de mayo | 17:15 | Tigo Sports |
| San José        | 2 - 0 | Destroyers        | Jesús Bermúdez          | 19 de mayo | 17:15 | Tigo Sports |
| Blooming        | 1 - 2 | Sport Boys        | Ramón Tahuichi Aguilera | 19 de mayo | 19:30 | Tigo Sports |

| Guabirá           | 2 - 1 | San José        | Gilberto Parada         | 21 de mayo | 15:30 | Tigo Sports |
| Destroyers        | 1 - 0 | Nacional Potosí | Ramón Tahuichi Aguilera | 22 de mayo | 15:00 | Tigo Sports |
| Wilstermann       | 2 - 5 | Blooming        | Félix Capriles          | 22 de mayo | 18:15 | Tigo Sports |
| The Strongest     | 3 - 2 | Always Ready    | Hernando Siles          | 22 de mayo | 20:30 | Tigo Sports |
| Oriente Petrolero | 5 - 0 | Aurora          | Ramón Tahuichi Aguilera | 22 de mayo | 20:30 | Tigo Sports |
| Sport Boys        | 1 - 2 | Bolívar         | Samuel Vaca Jiménez     | 23 de mayo | 15:00 | Tigo Sports |
| Real Potosí       | 3 - 1 | Royal Pari      | Víctor Agustín Ugarte   | 24 de mayo | 20:00 | Tigo Sports |

#### Campeón
| |
| |
| Club Bolívar 1.er título de División Profesional 29.° título de Primera División Clasificado a Copa Conmebol Libertadores 2020 (Bolivia 1) |

## Estadísticas

### Goleadores
| Carlos Saucedo         | San José          | 23 | -- | 1 |  |  |  |  |  |  |  |
| Rolando Blackburn      | The Strongest     | 21 | -- | 1 |  |  |  |  |  |  |  |
| Juanmi Callejón        | Bolívar           | 17 | -- | 1 |  |  |  |  |  |  |  |
| William Ferreira       | Always Ready      | 13 | -- | 1 |  |  |  |  |  |  |  |
| Marcos Riquelme        | Bolívar           | 13 | -- | 1 |  |  |  |  |  |  |  |
| Marcos Ovejero         | Always Ready      | 12 | -- | 1 |  |  |  |  |  |  |  |
| Vladimir Castellón     | Nacional Potosí   | 12 | -- | 1 |  |  |  |  |  |  |  |
| Rafael Allan Mollercke | Blooming          | 11 | -- | 1 |  |  |  |  |  |  |  |
| José Alfredo Castillo  | Oriente Petrolero | 11 | -- | 1 |  |  |  |  |  |  |  |
| Jair Reinoso           | The Strongest     | 11 | -- | 1 |  |  |  |  |  |  |  |
|                        |                   |    |    |   |  |  |  |  |  |  |  |

Fuente: []

### Tripletes, Pokers o más
| 2 de febrero de 2019  | Lucas Gaúcho           | 31' · 65' · 70'             | Royal Pari        | 2:3 | Jorge Wilstermann |
| 7 de febrero de 2019  | Serginho               | 16' · 62' · 77'             | Jorge Wilstermann | 5:0 | Real Potosí       |
| 13 de febrero de 2019 | Carlos Saucedo         | 42' · 51' · 77'             | San José          | 4:4 | Bolívar           |
| 21 de febrero de 2019 | José Alfredo Castillo  | 4' · Penal 34' · 43'        | Oriente Petrolero | 4:3 | San José          |
| 23 de febrero de 2019 | Alexis Blanco          | 10' · Penal 57' · Penal 67' | Blooming          | 5:3 | Real Potosí       |
| 28 de abril de 2019   | Rafael Allan Mollercke | 2' · 35' · 54' · 68'        | Aurora            | 3:4 | Blooming          |

### Autogoles
| Adrian Jusino | Bolívar | 1  | Blooming      |  |  |  |  |  |  |  |
| José Fleitas  | Aurora  | 1  | The Strongest |  |  |  |  |  |  |  |
| TBD           | TBD     | -- | TBD           |  |  |  |  |  |  |  |
| TBD           | TBD     | -- | TBD           |  |  |  |  |  |  |  |
| TBD           | TBD     | -- | TBD           |  |  |  |  |  |  |  |
| TBD           | TBD     | -- | TBD           |  |  |  |  |  |  |  |
| TBD           | TBD     | -- | TBD           |  |  |  |  |  |  |  |
| TBD           | TBD     | -- | TBD           |  |  |  |  |  |  |  |
| TBD           | TBD     | -- | TBD           |  |  |  |  |  |  |  |
| TBD           | TBD     | -- | TBD           |  |  |  |  |  |  |  |
|               |         |    |               |  |  |  |  |  |  |  |

Fuente: []

### Récords de goles
- Primer gol del Torneo Apertura 2018:
  -  Martín Prost ( Fecha 1:Sport Boys  1  - 1 Always Ready )

- Último gol del Torneo Apertura 2018:
  - Por definir
- Gol más rápido:
  - Por definir
- Gol más cercano al final del encuentro:
  - Por definir
- Mayor número de goles marcados en un partido:
  - Por definir
- Mayor victoria de local:
  - Por definir
- Mayor victoria de visita:
  - Por definir